# Villámmacskák (televíziós sorozat, 2011)
A Villámmacskák (eredeti címén ThunderCats) amerikai–japán televíziós rajzfilmsorozat, amelyet a Warner Bros. Animation és a Studio 4°C közösen készít. A sorozat az eredeti, 1985-ös azonos című rajzfilm alapján készült, amit magyarul egyébként nem vetítettek. Az Egyesült Államokban és Magyarországon egyaránt a Cartoon Network sugározza. Magyarországon 2012. május 14-én egy különleges, egyórás bemutatóval került először adásba.
A sorozat a Thundera királyságából menekülésre kényszerített Villámmacskák történetét mutatja be, élükön Lion-O herceggel. Céljuk megszerezni a gonosz Mumm-Ra legyőzéséhez szükséges tárgyakat.

## Magyar változat
A szinkront a Turner Broadcasting System megbízásából az SDI Media Hungary készítette.
Magyar szöveg: Borsiczky Péter
Hangmérnök: Weichinger Kálmán
Vágó: Kránitz Bence
Gyártásvezető: Molnár Melinda
Szinkronrendező: Dezsőffy Rajz Katalin
Produkciós vezető: Németh Napsugár

## Szereplők

### Főszereplők
| Szereplő | Magyar szinkronhang |
| -------- | ------------------- |
| Párdó    | Bolla Róbert        |
| Lion-O   | Markovics Tamás     |
| Gepárda  | Nagy Katica         |
| Tygra    | Szabó Máté          |

### További Szereplők
- Bácskai János – Zigg (11. ep.)
- Botár Endre – Aburn
- Faragó András – Ratar-O (20. ep.)
- Fekete Zoltán – Hattanzo (8. ep.)
- Juhász György – lélekmetsző (24. ep.)
- Katona Zoltán – Viragor (11. ep.)
- Láng Balázs – Koinelius Tonhal (3. ep.)
- Nemes Takách Kata – Pumyra
- Pálfai Péter – Ponzi (23. ep.)
- Schneider Zoltán – Mord
- Seder Gábor – Emrick (4. ep.), gyíkkatonák
- Szokolay Ottó – Jaga
- Törköly Levente – Claudius király
- Vass Gábor – Mumm-Ra

## Epizódok
| Magyar bemutató | #   | Magyar cím                | Angol cím                   |
| --------------- | --- | ------------------------- | --------------------------- |
|                 |     |                           |                             |
| ELSŐ ÉVAD       |     |                           |                             |
|                 |     |                           |                             |
| 2012.05.14.     | 01. | Az ómenek                 | Omens                       |
| 2012.05.14.     | 02. | Az ómenek                 | Omens                       |
|                 |     |                           |                             |
| 2012.05.15.     | 03. | A homoktenger bestiája    | Ramlak Rising               |
|                 |     |                           |                             |
| 2012.05.16.     | 04. | A Sziromnép éneke         | Song of the Petalars        |
|                 |     |                           |                             |
| 2012.05.17.     | 05. | Régi barátok              | Old Friends                 |
|                 |     |                           |                             |
| 2012.05.18.     | 06. | Útban az Ómenek Tornyához | Journey to the Cat’s Lair   |
|                 |     |                           |                             |
| 2012.05.21.     | 07. | A súlyos örökség          | Legacy                      |
|                 |     |                           |                             |
| 2012.05.22.     | 08. | A kóbor és a párbajozó    | The Duelist and the Drifter |
|                 |     |                           |                             |
| 2012.05.23.     | 09. | A technomacik             | Berbils                     |
|                 |     |                           |                             |
| 2012.05.24.     | 10. | A teljesen nyitott szem   | Sight Beyond Sight          |
|                 |     |                           |                             |
| 2012.05.25.     | 11. | A Mágusszárny erdő        | The Forest of Magi Oar      |
|                 |     |                           |                             |
| 2012.05.28.     | 12. | A cél: az Asztrálsík      | Into the Astral Plane       |
|                 |     |                           |                             |
| 2012.05.29.     | 13. | Testvérek közt            | Between Brothers            |
|                 |     |                           |                             |
| 2012.09.29.     | 14. | Új szövetségesek          | New Alliances               |
|                 |     |                           |                             |
| 2012.09.30.     | 15. | A második élet próbája    | Trials of Lion-O            |
| 2012.10.06.     | 16. | A második élet próbája    | Trials of Lion-O            |
|                 |     |                           |                             |
| 2012.10.07.     | 17. | A vér szava               | Native Son                  |
|                 |     |                           |                             |
| 2012.10.13.     | 18. | A túlélés törvényei       | Surival of the Fittest      |
|                 |     |                           |                             |
| 2012.10.14.     | 19. | A verem                   | The Pit                     |
|                 |     |                           |                             |
| 2012.10.20.     | 20. | Ratilla átka              | Curse of Ratilla            |
|                 |     |                           |                             |
| 2012.10.21.     | 21. | A kardok születése        | Birth of the Blades         |
|                 |     |                           |                             |
| 2012.10.27.     | 22. | A feneketlen zsák         | The Forever Bag             |
|                 |     |                           |                             |
| 2012.10.28.     | 23. | Katasztrófa receptre      | Recipe for Disaster         |
|                 |     |                           |                             |
| 2012.11.03.     | 24. | A lélekmetsző             | The Soul Sever              |
|                 |     |                           |                             |
| 2012.11.04.     | 25. | Az ég titka               | What Lies Above             |
| 2012.11.10.     | 26. | Az ég titka               | What Lies Above             |
|                 |     |                           |                             |
| RÖVIDFILMEK     |     |                           |                             |
|                 |     |                           |                             |
|                 | R1  |                           | Snarf: Butterfly Blues      |
|                 |     |                           |                             |